# هلمهولتز ۱۱۵۷۳
سیارک ۱۱۵۷۳ (به انگلیسی: 11573 Helmholtz، نامگذاری:1993SK3) یازده هزار و پانصد و هفتاد و سومین سیارک کشف شده‌است که در ۲۰ سپتامبر ۱۹۹۳ کشف شد.
قدر مطلق سیارک برابر ۱۲٫۹۰ است.